# Black Death
Black Death es una película de acción y terror de 2010 dirigida por Christopher Smith a partir de un guion original de Dario Poloni. Está protagonizada por Sean Bean, Eddie Redmayne y Carice van Houten. A pesar de no estar acreditado como escritor, Smith hizo cambios muy significativos en la segunda mitad del guion, incluido un nuevo final. Todas las escenas de Black Death se rodaron en orden cronológico, algo poco común.

## Reparto
- Eddie Redmayne como Osmund
- Sean Bean como Ulric[4]
- Carice van Houten como Langiva
- John Lynch como Wolfstan
- Tim McInnerny como Hob
- Kimberley Nixon como Averill
- Andy Nyman como Dalywag
- David Warner como The Abbot
- Johnny Harris como Mold
- Emun Elliott como Swire
- Tygo Gernandt como Ivo
- Jamie Ballard como Griff
- Daniel Steiner como Monk
- Nike Martens como Elena

## Producción
Black Death fue desarrollada y producida por Douglas Rae y Robert Bernstein en Ecosse Films de Londres, con Phil Robertson de Zephyr Films actuando como productor físico. Al final no pudo despegar en el Reino Unido y pasó a ser una producción 100% alemana. La película fue financiada exclusivamente desde Alemania, con Jens Meurer de Egoli Tossell Films como productor.
La película originalmente iba a ser dirigida por Geoffrey Sax. Rupert Friend y Lena Headey se eligieron los protagonistas. Más tarde se consideró a Famke Janssen para el papel de Headey. Después de que lo asignaron para dirigir Black Death, Smith sugirió a Carice van Houten, Tim McInnerny y John Lynch para sus respectivos papeles.
La película se rodó en el estado federado alemán de Sajonia-Anhalt en el castillo de Blankenburg en la ciudad de Blankenburg y de en Querfurt y Zehdenick, Brandeburgo, en el primer semestre de 2009. El primer día de Van Houten en el set fue el 14 de mayo de 2009. Los elementos técnicos incluyeron el diseño de producción de John Frankish, una partitura espartana del compositor Christian Henson y la cinematografía de Sebastian Edschmid.

## Estreno
Las ventas internacionales estuvieron a cargo de HanWay Films. Entre otros acuerdos, Revolver Entertainment / Sony adquirió los derechos para el Reino Unido y planeó su estreno para el 28 de mayo de 2010, mientras que Wild Bunch distribuyó la película en Alemania. La película forma parte del programa canadiense Fantasía 2010.